# Biserica Adormirea Maicii Domnului - a Târgului din Târgoviște
Biserica Adormirea Maicii Domnului - a Târgului din Târgoviște este un monument istoric aflat pe teritoriul municipiului Târgoviște. În Repertoriul Arheologic Național, monumentul apare cu codul 65351.44.

## Istoric
Biserica Târgului din Târgoviște a fost construită în anul 1654, pe locul alteia mai vechi, din secolul XVI, care pe vremea domniei lui Matei Basarab ajunsese în stare de ruină. Ctitorul acestei biserici a fost logofătul Udriște Năsturel, cărturar umanist din sec. XVII. Biserica a fost pictată însă mult mai târziu, în sec. XVIII, de către Dinu Bogasierul.  De-a lungul timpului biserica a trecut prin mai multe distrugeri (1821, 1940), dar și renovări și reparații (1787, 1820, 1875, 1943). Între anii 1974 - 1976 Biserica Târgului a fost restaurată în totalitate redându-i-se aspectul apropiat de cel avut la mijlocul secolului XVII.